# Eindgemaal Postjesweg
Het Eindgemaal Postjesweg of Eindgemaal Spoorpark is een rioolgemaal in Amsterdam Nieuw-West. 
Het gemaal werd neergezet in een gebied dat per juni 2024 officieel het Spoorpark heet, dat ter plaatse wordt doorsneden door de Postjesweg. Dat park, waarvan de naam op het dak is gezet, is aangelegd op een groenstrook met sloot direct ten oosten van de Ringspoorbaan. Er was hier een nieuw gemaal nodig in verband met de vele nieuwe bewoners als ook de afwatering van het park. Waternet gaf opdracht tot de bouw van het gemaal dat een bijdrage moet bieden aan de ecologische waarde van dit park. Daartoe werd niet alleen het gemaal neergezet, maar de gevels werden opgetrokken met insectenstenen, vleermuiskasten, nestkasten en zelfs een ruimte voor een steenmarter. Op het dak en tegen de gevels is groen aangebracht dat bevloeid wordt met op het dak vallende regenwater. Voor de geleiding daarvan zijn spuwers aangebracht.
Dat groen is een terugkerende kleur in het gebouw. Ontwerpster Marjolein van Eig ontwierp een knalgroen gebouwtje, waartoe Steenfabriek Desta een speciale “baksteen” ontwikkelde. Die steensoort is bestand tegen graffiti en wildplakkers en de gelaagdheid zorgt voor verspreiding van het licht. Het huisje bestaat uit een grote betonnen bak voor het te verzamelen water en een begane grond, die eigenlijk alleen voor toegang dient in geval van onderhoud en reparatie.  
Het gemaal heeft ontwerptechnisch een zusje in het Eindgemaal Rivierenbuurt.